# 1171 Rusthawelia
Rusthawelia (asteroide 1171) é um asteroide da cintura principal com um diâmetro de 70,13 quilómetros, a 2,5647876 UA. Possui uma excentricidade de 0,1944354 e um período orbital de 2 075 dias (5,68 anos).
Rusthawelia tem uma velocidade orbital média de 16,6923402 km/s e uma inclinação de 3,05519º.
Este asteroide foi descoberto em 3 de Outubro de 1930 por Sylvain Arend.